# همباشی (بوم‌شناسی)
در جامعه‌شناسی گیاهی و جامعه (بوم‌شناسی)، همباشی یا همراهی (به انگلیسی: Association)، نوعی جامعه بوم‌شناختی با ترکیب گونه‌ای قابل پیش‌بینی و فیزیونومی ثابت (ظاهر ساختاری) است که در یک نوع زیستگاه خاص رخ می‌دهد. این اصطلاح نخستین بار توسط الکساندر فون هومبولت ابداع شد و توسط کنگره بین‌المللی گیاه‌شناسی در سال ۱۹۱۰ رسمیت یافت.